# Hudiviller
Hudiviller település Franciaországban, Meurthe-et-Moselle megyében. Lakosainak száma 316 fő (2022. január 1.). Hudiviller Anthelupt, Dombasle-sur-Meurthe, Flainval és Rosières-aux-Salines községekkel határos.

## Népesség
A település népességének változása:
| Lakosok száma | 243  | 240  | 269  | 306  | 323  | 342  | 356  | 360  | 345  | 316  |
|               | 1968 | 1982 | 1990 | 2006 | 2013 | 2015 | 2017 | 2019 | 2020 | 2022 |